# Young Justice (serie de televisión)
Young Justice (Justicia Joven en Hispanoamérica, La Joven Liga de la Justicia en España) es una serie animada de superhéroes de televisión creada por Greg Weisman y Brandon Vietti para Cartoon Network, estrenada en enero de 2011, con el episodio piloto que se estrenó el 26 de noviembre de 2010.
A pesar de su título, no es una adaptación del cómic Young Justice creado por Peter David, Todd Dezago y Todd Nauck, sino más bien, una adaptación de todo el Universo DC, con especial atención a los superhéroes jóvenes.
La serie sigue la vida de héroes adolescentes que son miembros de un equipo de operación encubierta llamada Young Justice. La serie se desarrolla en el universo ficticio de la Tierra-16, durante un periodo de tiempo en los que los superhéroes son un fenómeno relativamente reciente. En la segunda temporada el título ha sido cambiado por Young Justice: Invasion. El 23 de enero de 2013, Cartoon Network canceló oficialmente la serie.
Sin embargo, el 7 de noviembre de 2016, fue confirmada una tercera temporada de la serie y se titula Young Justice: Outsiders, bajo la plataforma de servicio de streaming DC Universe.
Una Cuarta temporada, estrenada entre 2021 y 2022, fue emitida en el servicio HBO Max.

## Argumento
Young Justice se enfoca en las vidas de un grupo de superhéroes adolescentes sidekicks y protegidos que intentan establecerse como superhéroes probados y como adolescentes que se enfrentan a problemas de adolescentes basados en el contexto de sus vidas personales.

### Continuidad
Aunque Young Justice sigue una continuidad muy diferente a la de la corriente principal del Universo DC, Weisman ha declarado que la serie cubre sus etapas básicas. La Tierra-16 fue elegida por DC Entertainment para la serie ya que está en gran parte sin explotar.
Miss Martian, que originalmente era una marciana blanca en los cómics, fue añadida a causa de la fecha de su llegada a la Tierra, la cual podría encajar en el concepto de principios de este universo DC. Aqualad, en lugar de Robin, es el líder del equipo. Por otra parte, el Aqualad presentado en el show es un personaje totalmente nuevo creado por Weisman y Vietti, y mucho de su diseño fue adaptado para el nuevo Aqualad de los cómics, presentado en la saga Brightest Day. Arrowette fue sustituida por Artemis. Mencionar también como curiosidad la sustitución de Tim Drake y Bart Allen (el cual aún usaba su identidad de Impulse en el equipo de los cómics), que aparecen en la serie de cómic original como Robin y Kid Flash, por Dick Grayson y Wally West, antecesores de estos dos personajes en sus respectivas identidades secretas. Algunos de los personajes de la serie tienen edades que se ajustan a las de sus contrapartes originales. Sin embargo, el espíritu y la intención de los personajes se dice, se mantendrá.

## Reparto
Young Justice cuenta con seis miembros de reparto principal, casi todos de los cuales regularmente son la voz de uno solo de los personajes. Jesse McCartney realiza el papel de Dick Grayson como Robin, Jason Spisak realiza a Wally West como Kid Flash. Khary Payton, que había realizado previamente la voz de Cyborg en Los Jóvenes Titanes, realiza a Aqualad. Danica McKellar realiza a Miss Martian y Stephanie Lemelin realiza a Artemisa. Nolan North es el único entre el elenco principal que lleva a cabo más de una función, Superboy y Superman, el actor de voz buscó retratar a los dos personajes genéticamente idénticos pero de diferentes edades, como individuos distintos.

## Personajes
| Actor de voz (Inglés)    | Personaje                                      | Temporadas | Temporadas | Temporadas | Temporadas |
| Actor de voz (Inglés)    | Personaje                                      | 1          | 2          | 3          | 4          |
| ------------------------ | ---------------------------------------------- | ---------- | ---------- | ---------- | ---------- |
| Jesse McCartney          | Nightwing / Richard "Dick" Grayson / Robin     | Principal  | Principal  | Principal  | Principal  |
| Nolan North              | Superboy / Conner Kent                         | Principal  | Principal  | Principal  | Principal  |
| Danica McKellar          | Miss Martian / M'gann M'orzz "Megan Morse"     | Principal  | Principal  | Recurrente | Principal  |
| Khary Payton             | Aquaman / Kaldur'ahm / Aqualad                 | Principal  | Recurrente | Principal  | Principal  |
| Stephanie Lemelin        | Tigress / Artemis Crock / Artemisa             | Principal  | Recurrente | Principal  | Principal  |
| Crispin Freeman          | Will Harper / Roy Harper / Speedy / Red Arrow  | Principal  | Recurrente | Recurrente | Recurrente |
| Lacey Chabert            | Zatanna / Zatanna Zatara                       | Principal  | Recurrente | Invitada   | Principal  |
| Jason Spisak             | Wallace Rudolph "Wally" West / Kid Flash       | Principal  | Recurrente |            |            |
| Kittie                   | Rocket / Raquel Ervin                          | Principal  | Invitada   | Invitada   | Principal  |
| Logan Grove              | Beast Boy / Garfield Logan                     | Invitado   | Principal  | Principal  | Recurrente |
| Alyson Stoner            | Oracle / Barbara Gordon / Batgirl              | Invitada   | Principal  | Recurrente | Recurrente |
| Yuri Lowenthal           | Lagoon Boy / La'gaan                           | Invitado   | Principal  | Invitado   |            |
| Masasa Moyo              | Karen Beecher / Bumblebee                      | Invitada   | Principal  | Invitada   |            |
| Kevin Michael Richardson | Malcolm "Mal" Duncan / Guardian                | Invitado   | Principal  | Invitado   |            |
| Cameron Bowen            | Robin / Tim Drake                              |            | Principal  | Invitado   |            |
| Eric Lopez               | Blue Beetle / Jaime Reyes                      |            | Principal  | Invitado   | Invitado   |
| Mae Whitman              | Wonder Girl / Cassandra "Cassie" Sandsmark     |            | Principal  | Invitada   |            |
| Jason Marsden            | Kid Flash / Bartholomew "Bart" Allen / Impulso |            | Principal  | Invitado   |            |
| Khary Payton             | Black Lightning / Jefferson Pierce             |            | Invitado   | Principal  |            |
| Troy Baker               | Geo-Force / Brion Markov                       |            |            | Principal  |            |
| Zehra Fazal              | Halo / Violet Harper (Gabrielle Daou)          |            |            | Principal  |            |
| Grey Griffin             | Helga Jace                                     |            |            | Principal  |            |
| Jason Spisak             | Forager                                        |            |            | Principal  |            |

## Episodios
| Temporada | Temporada | Episodios | Episodios           | Emisión original        | Emisión original        | Emisión original |
| Temporada | Temporada | Episodios | Episodios           | Primera emisión         | Última emisión          | Cadena           |
| --------- | --------- | --------- | ------------------- | ----------------------- | ----------------------- | ---------------- |
|           | 1         | 26        | 26                  | 26 de noviembre de 2010 | 21 de abril de 2012     | Cartoon Network  |
|           | 2         | 20        | 20                  | 28 de abril de 2012     | 16 de abril de 2013     | Cartoon Network  |
|           | 3         | 26        | 13                  | 4 de enero de 2019      | 25 de enero de 2019     | Cartoon Network  |
| 13        | 3         | 26        | 2 de julio de 2019  | 27 de agosto de 2019    |                         | Cartoon Network  |
|           | 4         | 26        | 13                  | 16 de octubre de 2021   | 16 de diciembre de 2021 | HBO Max          |
| 13        | 4         | 26        | 31 de abril de 2022 | 9 de junio de 2022      |                         | HBO Max          |

## Recepción
Matt Sernaker de ComicsOnline calificó el episodio piloto con un 5 sobre 5, indicando: «Young Justice fácilmente está a la altura de las altas expectativas y estándares que esperamos poder ver con cualquier proyecto de animación de DC. Esta serie tiene el potencial de tener tanto a Young Justice, el equipo original y la Liga de la Justicia en una dirección nueva y fantástica.»

## Otros medios
Una serie de cómics fielmente basada en la serie animada de televisión será lanzado por DC Comics. Será escrita por Art Baltazar y Aureliani Franco, con Mike Norton proporcionando el arte. Mientras que los niños de todas las edades se dice son capaces de disfrutar de la serie, se desea que el cómic se dirija específicamente a los adolescentes. Greg Weisman y Kevin Hopps van a escribir el número # 0 y se hará cargo de la redacción de la historieta hasta la edición # 7.

### Licencia de merchandising
Además, varios productos basados en la serie han sido autorizados para su liberación. Mattel lanzó las líneas de figuras de acción de la serie y sets de juegos de acompañamiento, entre otros juguetes y juegos.